# Rosario Agrillo
Rosario Agrillo (ur. 4 sierpnia 1988 r. w Neapolu) – włoski wioślarz.

## Osiągnięcia
- Mistrzostwa Świata U-23 – Račice 2009 – ósemka – 8. miejsce[1].
- Mistrzostwa Świata U-23 – Brześć 2010 – czwórka ze sternikiem – 1. miejsce[1].
- Mistrzostwa Europy – Montemor-o-Velho 2010 – ósemka – 6. miejsce[1].